# Конклав 1914
41°54′21″ пн. ш. 12°27′21″ сх. д. / 41.905833333333° пн. ш. 12.455833333333° сх. д.
Папський Конклав 1914 був проведений, щоб обрати нового папу римського, наступника Пія X, який помер у Ватикані 20 серпня 1914 року.

## Проблеми конклаву
У Європі, де тривала Перша світова війна, треба було вирішити як швидко завершити війну, в якій католицькі Бельгія і Франція були атаковані протестантською Німеччиною, яка була підтримана католицькою Австрією, в той час як протестантське Сполучене Королівство Великобританії та Ірландії (включаючи католицьку Ірландію) і православна Росія об'єдналися із Францією. Критики задавалися питанням, чи має Святий Престол залишитися нейтральним, чи повинен зайняти позицію морального лідерства, висловлюючи суспільні міркування на поведінку різних сторін, що воюють. Конклав поєднував кардиналів від різних націй воюючих країн, включаючи кардинала Карла Фон Хьорнінга з Австро-Угорщини, кардинала Луї-Анрі Люсона з Франції, кардинала Фелікса фон Хартманна з Німеччини та двох зі Сполученого Королівства Великобританії та Ірландії, кардинала Френсіса) та кардинала Майкла Лога (з Ірландії).

## Скасоване Вето
Після скликання у Ватикані та похорону популярного, але спірного папи римського Пія X, кардинали, зібралися для конклаву наприкінці серпня 1914 року. Одна головна відмінність з більш ранніми Конклавами було те, що цього разу ніякий світський монарх не мав права вето на вибір кардиналів, кардинали могли обирати папу римського без тиску і на свій вибір. Вперше за кілька століть кардинали одні робили свій вибір без тиску.

## Новий папа римський
На конклаві зіткнулися кардинали, які представляли воюючі сторони. Пронімецькі кардинали виставили кандидатуру кардинала Доменіко Серафіні, профранцузькі та прихильники Антанти — кандидатуру кардинала Ферраті. Італія виставила кандидатуру кардинала П'єтро Маффі. Як наслідок конклав, безпосередньо скликаний у Сікстинській капелі 31 серпня 1914 року, 3 вересня 1914 року, на десятому балотуванні, обрав папою римським кардинала Джакомо делла Кьеза, архієпископа Болоньї в Італії, який взяв коронаційне ім'я Бенедикт XV — Папи Бенедикта XIV.